# Hartmut Döhl
Hartmut G. Döhl (* 22. Februar 1941 in Göttingen; † 14. Mai 2021) war ein deutscher Klassischer Archäologe.

## Leben
Hartmut Döhl war Sohn des promovierten Studienrates Wilhelm Döhl. Er wuchs in Göttingen auf, wo er das humanistische Max-Planck-Gymnasium besuchte. Ab 1961 studierte er Klassische Archäologie und Kunstgeschichte an der Universität Göttingen und der Universität Tübingen. Er promovierte 1970 in Göttingen mit der Arbeit Der Eros des Lysipp. Frühhellenistische Eroten.
Ab 1971 war er als Wissenschaftlicher Mitarbeiter am Archäologischen Institut der Universität Göttingen tätig. 1977 wurde er dort auch habilitiert und Privatdozent, 1981 auch Außerplanmäßiger Professor.
Döhl beschäftigte sich vorrangig mit der Bronzezeit Griechenlands sowie mit der Geschichte der Klassischen Archäologie. Er nahm an Ausgrabungen in Pergamon und Tiryns teil.

## Schriften (Auswahl)
- Der Eros des Lysipp. Frühhellenistische Eroten. Universität Göttingen, Göttingen 1970 (Dissertation, Universität Göttingen 1970).
- Iria. / Die prähistorische Besiedlung von Synoro. In: Heinrich B. Siedentopf (Hrsg./Mit-Verf.): Frühhelladische Keramik auf der Unterburg von Tiryns. Von Zabern, Mainz 1973 (mit: Wolf Rudolph).
- Begegnungen mit der Antike. Kunstgeschichtliches Seminar und Kunstsammlung der Universität Göttingen, Göttingen 1979 (Hefte aus der Sammlung der Kunstsammlung der Georg-August-Universität Göttingen, Band 1; mit: Gerd Unverfehrt).
- Heinrich Schliemann. Mythos und Ärgernis. Bucher, München 1981, ISBN 3-7658-0371-5 (Bucher-Report. Report Archäologie).
- Paulinerkirche und Forschungsbibliothek. Beiträge zum historischen Gebäude der Niedersächsischen Staats- und Universitätsbibliothek Göttingen. Harrassowitz, Wiesbaden 2003 (Sonderdruck aus: Bibliothek und Wissenschaft, Nr. 36, 2003, ISSN 0067-8236).